# Programme de Langlands
Pour les articles homonymes, voir Langlands.
En mathématiques, le programme de Langlands est encore, au début du XXIe siècle, un domaine de recherche actif et fertile en conjectures. Ce programme souhaite relier entre eux différents sous-domaines des mathématiques semblant éloignés les uns des autres. En particulier l'objectif est d'établir des correspondances fines entre :
- la théorie des nombres et les représentations de certains groupes ;
- la théorie des corps de fonctions et l'analyse harmonique ;
- la théorie des surfaces de Riemann et celle des faisceaux.

Le premier de ces volets a été proposé par Robert Langlands en 1967, d'autres mathématiciens dont André Weil, Edward Frenkel, Peter Scholze ou Dennis Gaitsgory l'ont enrichi par la suite en y ajoutant entre autres de nouveaux volets. La démonstration du 3e volet géométrique a été achevée par Gaitsgory en 2024. 
Le programme de Langlands est porteur d'idées fructueuses, dont celles ayant abouti en 1994 à la démonstration du grand théorème de Fermat par Andrew Wiles.

## Relation avec la théorie des nombres
La première étape du programme, réalisée bien avant les travaux de Langlands, peut être vue comme la théorie des corps de classes. La loi de réciprocité d'Artin s'applique à une extension de corps de nombres dont le groupe de Galois est abélien, et considère les représentations de dimension 1 de ce groupe de Galois à valeurs dans le groupe multiplicatif du corps de base. Plus précisément, des fonctions L associées à ces représentations unidimensionnelles sont identiques à certaines séries L de Dirichlet (les analogues de la fonction zêta de Riemann construites à partir des caractères de Dirichlet). La correspondance entre ces différentes sortes de fonctions L constitue la loi de réciprocité d'Artin. 
Pour les groupes de Galois non-abéliens et pour leurs représentations de dimensions plus élevées, on peut encore définir les fonctions L d'une manière naturelle : les fonctions L d'Artin. 

### Exemple d'application: la preuve du grand théorème de Fermat
Le grand théorème de Fermat, selon lequel il n'existe pas de solution entière à l'équation diophantienne {\displaystyle x^{n}+y^{n}=z^{n}} n'admet aucune solution entière pour {\displaystyle n>2}, a été conjecturé par Pierre de Fermat au XVIIe siècle et certains cas particuliers ont été démontré au cours des siècles suivants par divers mathématiciens (dont Fermat lui-même ou Sophie Germain) mais la preuve définitive pour tout entier {\displaystyle n>2} n'a été apporté qu'à la fin du XXe siècle par Andrew Wiles à l'aide d'idées venant du programme de Langlands. 
Les mathématiciens Gerhard Frey et Ken Ribet ont montré dans les années 1980 que s'il existe un contre-exemple à la conjecture de Fermat, alors une certaine courbe elliptique (appelée depuis la courbe de Frey) doit en vertu de la conjecture de Taniyama-Shimura-Weil posséder une forme modulaire. Or Ribet a également montré que la courbe qui porte son nom ne possède pas de forme modulaire.
Prouver la conjecture de Taniyama-Shimura-Weil, ce qu'a fait Andrew Wiles en 1994 dans un cas particulier pertinent pour le problème, permet donc de démontrer par l'absurde que la conjecture de Fermat n'admet pas de contre-exemple, ce qui la prouve. 
La relation entre courbe elliptique et forme modulaire via la conjecture de Taniyama-Shimura-Weil est un point important du programme de Langlands.

## Le contexte des représentations automorphes
Le premier pas de Langlands fut de trouver la généralisation appropriée des fonctions L de Dirichlet qui permettrait la formulation de l'énoncé d'Artin dans un cadre plus général. 
Auparavant, Hecke avait relié les fonctions L de Dirichlet avec les formes automorphes (fonctions holomorphes sur le demi-plan supérieur de ℂ qui satisfont certaines équations fonctionnelles). Langlands généralisa alors celles-ci aux représentations cuspidales automorphes, qui sont certaines représentations irréductibles de dimension infinie du groupe général linéaire GLn sur l'anneau adélique de ℚ (cet anneau garde une trace de tous les complétés de ℚ, voir nombres p-adiques). 
Langlands associa des fonctions L à ces représentations automorphes, et conjectura que chaque fonction L d'Artin issue d'une représentation de dimension finie d'un groupe de Galois d'un corps de nombres est égale à une fonction L issue d'une représentation cuspidale automorphe. Ceci constitue la « conjecture de réciprocité de Langlands ». 

## Un principe général de fonctorialité
Langlands généralisa encore son programme : à la place du groupe linéaire général GLn, d'autres groupes réductifs peuvent être considérés. De plus, en se donnant un tel groupe G, Langlands construit un groupe de Lie LG, puis, pour chaque représentation cuspidale automorphe de G et chaque représentation de dimension finie de LG, il définit une fonction L. Une de ses conjectures prédit que ces fonctions L satisfont une certaine équation fonctionnelle généralisant celles des fonctions L les mieux connues. 
Puis il formule un « principe de fonctorialité » très général. Deux groupes réductifs et un morphisme entre les groupes L correspondants étant donnés, cette conjecture relie leurs représentations automorphes d'une manière qui est compatible avec leurs fonctions L. Cette conjecture de fonctorialité implique toutes les conjectures présentées jusque-là. Cette construction, d'une nature analogue à celle des représentations induites – qui, dans la théorie plus traditionnelle des formes automorphes, a été appelée un relèvement – est connue dans certains cas particuliers, et est covariante (tandis qu'une représentation restreinte (en) est contravariante). Les tentatives pour obtenir une construction directe n'ont produit que des résultats conditionnels. 
Toutes ces conjectures peuvent être formulées pour des corps plus généraux à la place de ℚ : les corps de nombres algébriques (le cas originel et le plus important), les corps locaux, et les corps de fonctions (extensions finies de Fp(X) où p est un nombre premier et Fp(X) est le corps des fonctions rationnelles sur le corps fini Fp à p éléments). 

## Idées conduisant au programme de Langlands
Dans un contexte très large, le programme a été construit sur des idées existantes : la philosophie des formes cuspidales (en), formulée quelques années plus tôt par Israel Gelfand, le travail et l'approche d'Harish-Chandra sur les groupes de Lie semi-simples, et en termes techniques la formule des traces de Selberg et d'autres. 
Ce qui, initialement, était très novateur dans le travail de Langlands, excepté la profondeur technique, était de proposer une connexion directe à la théorie des nombres, mêlée avec la structure organisationnelle hypothétique, qui a été appelée fonctorialité. 
Par exemple, dans le travail d'Harish-Chandra, on trouve le principe de ce qui peut être fait pour un groupe de Lie semi-simple (ou réductif), ce qui pourrait être fait pour tous. Par conséquent, une fois que le rôle de certains groupes de Lie de dimension basse tels que GL2 dans la théorie des formes modulaires a été reconnu, et rétrospectivement, avec GL1 dans la théorie des corps de classes, la voie est ouverte aux spéculations pour GLn au moins pour n > 2. 
L'idée de forme cuspidale provient des courbes cuspidales dans les courbes modulaires mais aussi a un sens visible dans la théorie spectrale comme un « spectre discret », qui contrastait avec le « spectre continu (en) » des séries d'Eisenstein. Elle devint beaucoup plus technique pour les groupes de Lie plus grands, parce que les sous-groupes paraboliques sont plus nombreux. 
Et, du côté des formes modulaires, il y avait des exemples tels que les formes modulaires de Hilbert, les formes modulaires de Siegel (en) et les fonctions thêta. 

## État d'avancement
Le programme de Langlands comporte trois volets distincts visant à relier des domaines des mathématiques semblant séparés de prime abord:
- la théorie des nombres et celle des formes automorphes ;
- la théorie des corps de fonctions et l'analyse harmonique ;
- la théorie des surfaces de Riemann et celle des faisceaux.

Plus précisément l'objectif est de pouvoir associer à chaque objet de l'un des domaines un autre objet du problème correspondant. Par exemple dans le cas de la preuve du dernier théorème de Fermat, le programme de Langlands intervient dans l'association à toute courbe elliptique d'une forme modulaire. Cela permet de pouvoir raisonner sur les formes modulaire pour déduire une propriété sur les courbes elliptiques. Pour être complet, le programme de Langlands doit donc établir deux correspondances pour chacun des trois volets, dans le sens direct et dans le sens réciproque. 

### 1ervolet: théorie des nombres et formes automorphes
Que ce soit dans un sens ou dans l'autre, aucune correspondance n'a été prouvée autrement que dans des cas particuliers, dont le théorème de modularité (anciennement conjecture de Taniyama-Shimura-Weil) dont la preuve par Andrew Wiles a abouti à celle du grand théorème de Fermat. 

### 2evolet: corps de fonctions et analyse harmonique
La correspondance a été établie dans le cas général de l'analyse vers les corps de fonctions suite aux travaux de Vladimir Drinfeld puis Laurent et Vincent Lafforgue. Dans l'autre sens il n'y a de correspondance que dans des cas particuliers.

### 3evolet: surfaces de Riemann et faisceaux
La correspondance a été établie dans le cas général et dans les deux sens en 2024, après une avancée décisive pendant la pandémie de covid-19 de 2020. La preuve publiée, cumulant près d'un millier de pages, n'a pas encore été relue par la communauté mathématiques mais les spécialistes du domaine sont optimistes quant à la validité de la publication,,.

## Prix
Les parties du programme concernant les corps locaux ont été complétées en 1998 par Michael Harris, Richard Taylor et Guy Henniart et concernant les corps de fonctions en 1999. Laurent Lafforgue a reçu la médaille Fields en 2002 pour son travail sur le cas du corps de fonctions. Ce travail prolongeait les recherches menées par Vladimir Drinfeld, pour lesquelles celui-ci a reçu la médaille Fields en 1990. Seuls des cas particuliers concernant les corps de nombres ont été démontrés, certains par Langlands lui-même. 
Langlands a reçu le Prix Wolf en 1996 et le prix Nemmers en mathématiques en 2006 pour son travail sur ces conjectures.
Laurent Lafforgue (en 2000), Gérard Laumon et Ngô Bảo Châu (en 2004), Michael Harris et Richard Taylor (en 2007) et Jean-Loup Waldspurger (en 2009) ont reçu le Clay Research Award pour leurs travaux sur le programme et Ngô Bảo Châu la médaille Fields en 2010 pour sa démonstration du lemme fondamental. 